# 홍지 선생 묘
홍지선생 묘는 대한민국 경기도 양주시 남면 상수리 산55-1에 있다. 1986년 4월 15일 양주시의 향토유적 제11호로 지정되었다.